# Сборная Аргентины по футболу (до 20 лет)
Сборная Аргентины по футболу до 20 лет представляет Аргентину на молодёжных соревнованиях по футболу. В отличие от европейских сборных, максимальный возраст игроков в данной команде не должен превышать 20 лет.
Аргентинская молодёжная команда является одной из самых титулованных сборных мира — в её активе 4 победы на чемпионатах Южной Америки и 6 побед в Кубке мира молодёжных команд.

## Достижения
- Чемпионат Южной Америки (до 20):
  - Чемпионы (5): 1967, 1997, 1999, 2003, 2015
  - Финалисты (8): 1958, 1979, 1983, 1991, 1995, 2001, 2007, 2019
- Чемпионат мира (до 20):
  - Чемпионы (6): 1979, 1995, 1997, 2001, 2005, 2007
  - Финалисты (1): 1983